# Cabral (Curitiba)
Cabral é um bairro da cidade brasileira de Curitiba, Paraná.

## Tragédia no bairro
O bairro presenciou um dos fatos que entraram para a história de Curitiba, quando um caminhão, carregado com 1.500 kg de dinamite, explodiu, matando duas pessoas (o agente penitenciário João Mateus dos Santos e o motorista do Hospital Veterinário São Bernardo, Irani Oliveira da Silva) e ferindo outras oitenta.
A explosão ocorreu na tarde do dia 2 de setembro de 1976, quando o caminhão da Expresso Catarinense Transportadora, dirigido por Donato Sanchuk Taborda, teve um principio de incêndio e provocou a detonação do material explosivo que transportava, resultando em mortes, feridos e danificando lojas comerciais, escolas, a fábrica de bolachas Lucinda, e mais de noventa residências, além de abrir uma cratera de quatro metros de diâmetro por dois de profundidade na Rua São Luiz.
O então prefeito de Curitiba, Saul Raiz, decretou estado de calamidade pública para o município e o Presidente da República, Ernesto Geisel, enviou o ministro da Educação e Cultura, Ney Braga, para acompanhar o ocorrido, enquanto os desabrigados foram alojados no antigo ginásio do Clube Atlético Paranaense.
A empresa transportadora foi indiciada e condenada nos anos de 1990, mas logo após o acidente, a empresa foi desfeita. Com o desastre de setembro de 1976, a Câmara de Curitiba aprovou o projeto para a criação da Defesa Civil de cidade, que só virou realidade em meados da década de 1980.